# Rio Erer
O rio Erer é um curso de água da Etiópia com carácter fortemente sazonal. Corre no leste da Etiópia e nasce perto da cidade de Harar, que em 2006 foi declarada Património Mundial da Humanidade pela UNESCO, fluindo em direcção ao sul, principalmente na confluência com o Rio Shebelle.